# Ralph Manno
Ralph Manno, né en 1964 à Brühl en Allemagne de l'Ouest, est un clarinettiste et professeur de clarinette allemand.

## Biographie
Fils d'un père sarde et d'une mère allemande, Ralph Manno naît en 1964 à Brühl en Allemagne de l'Ouest,,,.
Ralph Manno étudie à la Haute école de musique de Cologne, puis à Berlin où il est boursier de l'Académie Herbert von  Karajan de l'Orchestre philharmonique de Berlin et de la Studienstiftung des deutschen Volkes,.
En 1987, à l'âge de 23 ans, il devient clarinette solo de l'Orchestre symphonique de la WDR de Cologne, avant que Sergiu Celibidache le fasse venir à l'Orchestre philharmonique de Munich,.
À cette époque, il collabore avec des artistes aussi renommés que Herbert von Karajan, Pierre Boulez, Riccardo Muti, Daniel Barenboim, Martha Argerich, Anne-Sophie Mutter, Arturo Benedetti Michelangeli, Claudio Arrau et Mstislav Rostropovitch,.
Ralph Manno se consacre ensuite principalement à la musique de chambre : en 1988, il cofonde l'Ensemble Incanto avec Michaela Paetsch au violon, Liese Klahn au piano et Guido Schiefen au violoncelle,,,. Incanto connaît un succès international et compte alors parmi les meilleurs ensembles au monde dans la formation clarinette, violon, violoncelle et piano. Manno est par ailleurs membre de l'ensemble Contrasts Köln.
En 1992, il est lauréat du Concours musical allemand.
À l'âge de 29 ans, il est nommé professeur de clarinette au conservatoire de Cologne (Hochschule für Musik und Tanz Köln),. Il donne par ailleurs des masterclasses aux États-Unis, au Japon, en Amérique du Sud, en Australie et en Europe,.
Ralph Manno, qui s'engage pour la musique contemporaine et a joué avec Boulez, Berio et Penderecki, encourage de nombreux compositeurs à créer de nouvelles compositions avec la clarinette.
Il est le directeur artistique du festival international de musique Konturen.

## Accueil critique
Le quotidien suisse Neue Zürcher Zeitung (Nouvelle gazette zurichoise) évoque une « intensité phénoménale » à propos du jeu de clarinette de Ralph Manno.
Joachim Kaiser, du quotidien allemand Süddeutsche Zeitung, qualifie le disque de sonates de Brahms sorti par Ralph Manno et Alfredo Perl en 1995 sur le label Arte Nova de « meilleur CD de l'année ».

## Discographie sélective
Ralph Manno a publié de nombreux disques sur le label Arte Nova, :
- 1992 : Quatuor pour la Fin du temps d'Olivier Messiaen, avec l'Ensemble Incanto (Ebs – ebs 6024)
- 1995 : Sonatas for Clarinet and Piano op. 120 no 1 et 2 de Johannes Brahms, avec Alfredo Perl au piano (Arte Nova Classics)
- 1995 : Trios for Piano, Clarinet and Cello op. 11 et op. 38 de Ludwig van Beethoven avec Alfredo Perl au piano et Guido Schieffen au violoncelle (Arte Nova Classics)
- 1995 : French Clarinet Rhapsody, de Claude Debussy, Francis Poulenc, Arthur Honegger, Florent Schmitt et Darius Milhaud, avec Alfredo Perl au piano (Arte Nova Classics)
- 1997 : Frühlingssonate (arr. pour clarinette et piano par Ralph Manno) et Kreutzer-Sonate (arr. pour violoncelle et piano par Guido Schieffen) de Ludwig van Beethoven, avec Olaf Dressler au piano et Guido Schieffen au violoncelle  (Arte Nova Classics)
- 1997 : Clarinet Quintet KV 581 et Kegelstatt-Trio KV 498 de Mozart, avec Michaela Paetsch Neftel et Rahel Cunz au violons, Hartmut Rohde au violon alto, Guido Schiefen au violoncelle et Alfredo Perl au piano (Arte Nova Classics)
- 2000 : Clarinet Concerto KV 622 et symphonie no 41 Jupiter de Mozart, avec la Staatskapelle Weimar, dir. George Alexander Albrecht (Arte Nova Classics)
- 2003 : Clarinet Quintet op. 115 et Piano Quintet op. 34 de Johannes Brahms (Oehms Classics – OC 259)